# Ilmatar
Ilmatar o Luonnotar és la deessa creadora de la mitologia finlandesa. Segons el context proverbial del mite del poble finlandès, en un començament va existir, només Ilmatar, en un gegantesc abisme marí, buit. Allà es dedicà només a observar i explicar els arcs de Sant Martí i a permetre que el vent bufés en els seus cabells.
Després d'aquesta etapa de contemplació, va iniciar un interminable periple durant segles sobre l'extensió còsmica, desitjant tenir un fill. La seva malenconia va ser tan gran que el vent de l'est se'n va compadir. El vent de l'est va iniciar, llavors, un intens i esvalotat romanç amatori amb Ilmatar, que, complaguda i lloada, acabà totalment esgotada i inconscient. Després d'aquest episodi, en les seves entranyes s'engendrà Väinämöinen, el fill del vent, que posteriorment serà el gran heroi rapsode del Kalevala.
Durant el mateix període, mentre estava embarassada, un ocell nià sobre els seus genolls i allí incubà els seus ous. Després d'un cert temps Ilmatar estava encarcarada de tanta immobilitat; lentament i acurada, començà, llavors, a estirar les cames i, d'aquesta manera, inevitablement, els set ous del niu caigueren al mar embravit.
De les corfes dels ous, sorgiran el cel i la terra. Els rovells formaran el sol i les clares, la lluna. La resta dels trossos dispersos es transformaran en estels. A la tarda, Luonnotar concebrà els mars i els continents.
El 1913, el músic nacional de Finlàndia, Jean Sibelius, va compondre el poema simfònic per a soprano i orquestra Luonnotar, op. 70. El seu personatge apareix en l'obra The Dinner Party, de Judy Chicago.